# Megachile leucospilura
Megachile leucospilura är en biart som beskrevs av Cockerell 1937. Megachile leucospilura ingår i släktet tapetserarbin, och familjen buksamlarbin. Inga underarter finns listade i Catalogue of Life.